# Recording Industry Association of Korea
Recording Industry Association of Korea (RIAK) ist ein 2001 gegründeter Ableger der International Federation of the Phonographic Industry in Südkorea und repräsentiert die südkoreanische Musikindustrie. Die Organisation kontrolliert Verkaufszahlen der im Land verkauften Alben und Singles, vergibt Musikauszeichnungen und überprüft Musiklizenzen.

## Verleihungsgrenzen der Tonträgerauszeichnungen
| Auszeichnung      | bis 2006                       | 2007 bis 2008                  | 2009 bis 2017                  | seit 2018            |
| ----------------- | ------------------------------ | ------------------------------ | ------------------------------ | -------------------- |
|                   | Physische Verkäufe / Downloads | Physische Verkäufe / Downloads | Physische Verkäufe / Downloads | Verkäufe + Streaming |
| Gold              | 15.000                         | 8.000                          | 5.000                          | –                    |
| Platin            | 30.000                         | 15.000                         | 10.000                         | 250.000              |
| 2× Platin         | 60.000                         | 30.000                         | 20.000                         | 500.000              |
| …                 |                                |                                |                                |                      |
| Diamant (Million) | –                              | –                              | –                              | 1.000.000            |
| …                 |                                |                                |                                |                      |

| Auszeichnung | seit 2018  |
| ------------ | ---------- |
| Platin       | 2.500.000  |
| Diamant      | 10.000.000 |
| …            |            |

| Auszeichnung        | seit 2018     |
| ------------------- | ------------- |
| Platin              | 100.000.000   |
| Diamant (Milliarde) | 1.000.000.000 |
| …                   |               |